# Tamba delicata
Tamba delicata là một loài bướm đêm trong họ Noctuidae.